# Sabun
Sabun is een bestuurslaag in het regentschap Timor Tengah Selatan van de provincie Oost-Nusa Tenggara, Indonesië. Sabun telt 1732 inwoners (volkstelling 2010).